# 大日本プロレス

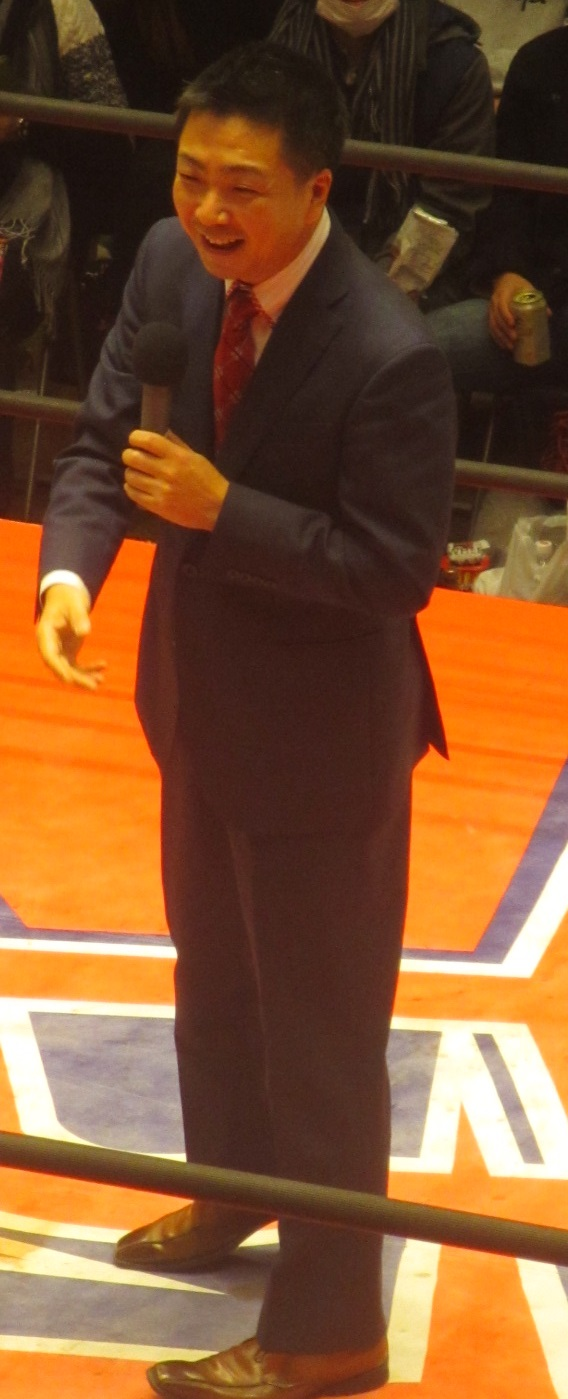
代表取締役社長の登坂栄児

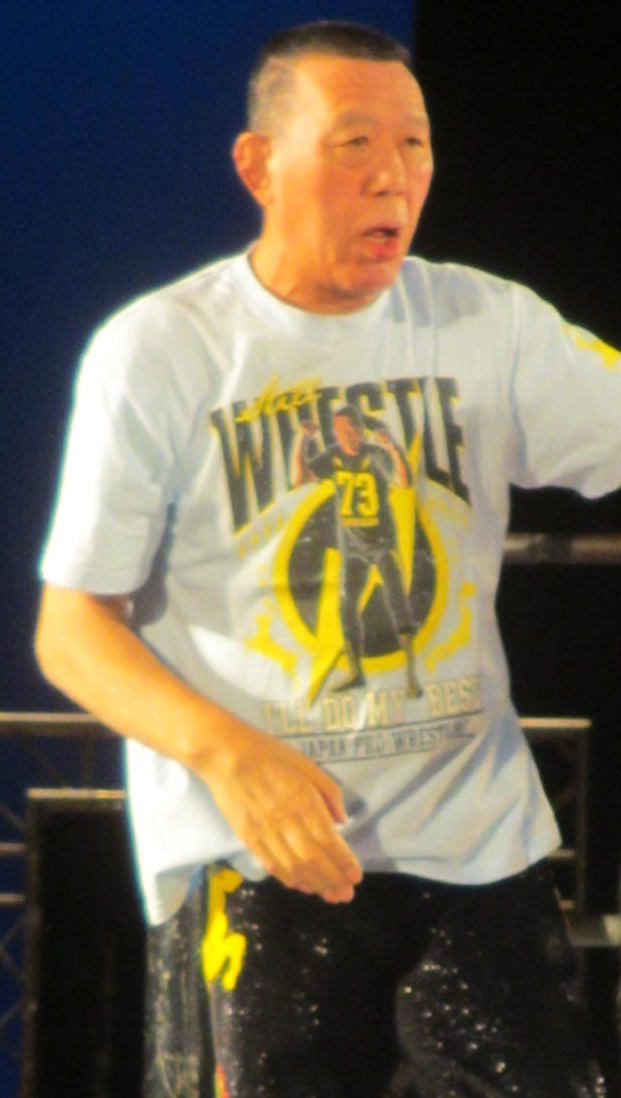
取締役会長のグレート小鹿

大日本プロレス（だいにほんプロレス、英: BIG JAPAN PRO-WRESTLING）は、日本のプロレス団体。

## 特徴
デスマッチ団体を標榜しており、派手なデスマッチを特徴としている。旗揚げ当初は試行錯誤を重ねて徐々にデスマッチ路線へ特化していった。その後、ストロング路線へ台頭を経て現在に至る。

## 歴史
1994年12月21日、日本プロレス及び全日本プロレス出身で代表取締役社長を務めるグレート小鹿が設立。メンバーは日本プロレス及び全日本プロレス出身のケンドー・ナガサキ、元NOWで旗揚げ戦がデビュー2戦目となる谷口裕一、元NOW代表取締役社長で統括部長兼レフェリーを務める登坂栄児、生え抜き選手第1号となった練習生の小林洋輔らである。
1995年3月16日、I.W.A.JAPAN、東京プロレス、SPWFの協力を得て横浜文化体育館で旗揚げ戦を開催。同年、元東京プロレスの山川征二、元UWFで引退していた岡本剛（入団後のリングネームは「ブルーザー岡本」）が入団。草創期は現在も続くデスマッチ路線の他に、エースのナガサキが「打倒、ヒクソン・グレイシー」を明言して総合格闘技への進出を表明して「ハラキリ」と称してナガサキの格闘技路線を支えて、9月13日の露橋スポーツセンターでジェラルド・ゴルドーの実兄であるニコ・ゴルドー（空手）に2R47秒裏アキレス腱固めで勝利したが、9月26日の修斗主催興行「Vale-Tudo Perception」駒沢オリンピック公園体育館大会でジーン・フレジャー（空手）にR136秒KOで敗れたため、格闘技路線は頓挫してデスマッチ路線を中心とした方向性を特化していった。当時は観客動員が伸び悩んだこともあり、引退していた小鹿がターザン後藤との抗争アングルを展開して復帰につながっている。
草創期のデスマッチアイテムはFMWなどでも行われていた有刺鉄線（旗揚げ当初は「バラ線」と称していた）がメインであったが元W★INGプロモーションのミスター・ポーゴ（参戦時のリングネームは「グレート・ポーゴ」）、元FMWの松永光弘、元I.W.A.JAPANの中牧昭二が参戦する様になってからは過激なデスマッチ路線に拍車がかかり、松永の考案によるサボテン、サソリ、ピラニア、ワニを使用した奇抜なデスマッチ、中牧が主戦場としていたI.W.A.JAPANで頻繁に行われていた画鋲、ガラスを使用したデスマッチにファンの注目が集まった。また、小林、山川、元I.W.A.JAPANの志賀悟などがデスマッチ路線に投じて中心選手として活躍する素地を築いたと言える。小鹿も当時50代後半に差し掛かりながらデスマッチを行って入場時の様々なコスプレも話題になった。
1996年、話題作りの一環として7月にはクマの招聘を計画していたものの動物愛護団体の反発により、頓挫するなど試行錯誤が続いたが最終的にはデスマッチ路線に再び活路を見出すことになった。この間に中心選手であったナガサキと中牧が退団してデスマッチ路線の陣容は松永、小林、山川、志賀らが中心に変わる。
1997年1月2日、後楽園ホールで松永の考案による蛍光灯を使用した月光闇討ち有刺鉄線蛍光灯ボードダブルデスマッチが行われた。これ以降、蛍光灯を使用したデスマッチは大日本の代名詞となっている。
1997年から1998年、新たにデビューした本間朋晃と葛西純がデスマッチに参入。
1999年10月から11月、「大日本最侠タッグリーグ戦」を開催。
1999年から2000年、新たにデビューした伊東竜二と沼澤直樹がデスマッチに参入。
2000年、CZWとの業務提携を発表。ユニット「CZW軍」を結成して大日本に参戦していた。
2001年、アメリカのCZWとの業務提携解消を発表。12月2日、テリー・ファンクとミル・マスカラスの招聘して初の横浜アリーナ大会を開催。、なお、横浜アリーナ進出に至った経緯については当時、後楽園ホール大会の不入りが続くなど崩壊寸前まで陥っていたため、それに対する「ショック療法」だったと登坂が社長就任後に語っている。その一方、横浜アリーナ開催資金用の借入金返済が2008年初頭までかかった。
この頃に前後して上記の選手勢による陣容も整ってきたことから小鹿は試合に出場する機会が少なくなり、ちゃんこ屋などの副業に進出して登坂が現場監督として表舞台に立つ様になった。
2005年12月9日、登坂の発案によるインディー団体が集結した「インディーサミット（現：プロレスサミット）」を開催。
2007年10月7日と10月28日、DDTプロレスリングとKAIENTAI DOJOによる合同興行「天下三分の計」を開催。また、「興行権付き福袋」と称して正月に興行権をファンに販売して興行を開催するという企画を実施。
2010年、ストロング部門で活動する選手が増えたことから「ストロングBJ」をスローガンに掲げてストロング部門にも力を入れるようになる。10月10日と10月11日、DDT、プロレスリングFREEDOMS、K-DOJO、アイスリボンによる合同興行「札幌プロレスフェスタ」を開催。12月31日、大日本が音頭を取って30以上のプロレス団体、プロレスプロモーションが集結した「年越しプロレス」を開催。
2011年2月から4月、デスマッチ部門のリーグ戦「一騎当千〜DeathMatch Survivor〜」を開催。このリーグ戦の期間中にあたる3月11日に東北地方太平洋沖地震（東日本大震災）並びに福島第一原子力発電所での福島第一原子力発電所事故の影響で、3月21日の夜開催予定の後楽園ホール大会が危ぶまれたが昼開催のアイスリボン後楽園ホール大会に続いて無事開催にこぎつけた。7月1日、代表取締役社長を務めていた小鹿が退任して後任に統括部長の登坂が代表取締役社長に昇格、小鹿は代表権のない取締役会長に就任。12月16日、CZW、wXwとのライセンス契約を発表。
2012年2月から3月、ストロング部門のリーグ戦「一騎当千〜strong climb〜一騎当千」を開催。6月、六角橋商店街で開催していた「商店街プロレス」を横浜市商店街総連合会との共同企画で市内10数ヶ所に拡大して開催。同年半期に入り、金村キンタローによる女性スタッフ強制猥褻事件の影響で他団体より、遅れ気味であったインターネット上での活動が活発化していく。まず事件の影響で禁止していた選手個人のブログ、Twitter、Instagramの利用を解禁。12月11日、YouTubeで専門チャンネルを開設。
2013年2月15日、ニコニコ動画でニコニコチャンネルを開設。同時に新宿にメディア部門を発足して横浜本社から独立させた。なお、このメディア部門はニコニコ生放送のスタジオを兼ねている。
2013年から2014年、怪我で欠場する選手が続出して一時はフリーのレギュラー参戦選手を含めた10人近くが欠場する異常事態になった。これを受けて「一騎当千〜strong crimb〜」は中止になる方向だったが選手からの要望で時期をずらして開催された。その後は徐々に選手が復帰して新人選手もデビューする一方で所属選手の退団、引退などが相次いだ上に大日本設立の経緯から友好関係にあったプロレスリングFREEDOMSからデスマッチのレギュラー参戦選手がいなくなるなど、陣容の大幅な入れ替えを迫られることになった。
2015年7月20日、初の両国国技館大会を開催。8月18日、後楽園ホールで開催された悪性リンパ腫で闘病中の垣原賢人を支援する「Moving On〜カッキーエイド〜」に提供する形で協力を実施（垣原との接点はほとんどなかったが同じプロレス界の人物として協力に至った）。10月1日、後楽園ホールで7月29日に死去したリングアナウンサーである今井良晴の追悼興行が元全日本女子プロレス所属選手を中心とする女子選手の協力を得て開催された（今井のリングアナウンサーデビューが全日本女子だったことから元全日本女子所属選手の協力に至った）。スタッフの追悼興行はプロレス業界でも異例のことであった。
2017年3月31日、新木場1stRINGでKlamp株式会社との共同企画でプロレス業界初となる「VRプロレス」のDMM TV生配信を実施。5月、ジュニアヘビー級選手からの要望を受けてジュニアヘビー級部門「ストロングJ」を発足。8月14日、後楽園ホールで垣原の復帰戦として開催された「垣原賢人復帰戦〜カッキーライド〜」に再び提供する形で協力を実施。11月1日、定額制動画配信サービス「BJW CORE」を開始。
2023年4月1日、横浜市役所の庁舎内イベントスペース「アトリウム」でプロレス史上初の観覧無料興行を開催。

## 主な出来事

### 新日本プロレスとの抗争
1996年6月30日、力道山OB会&プロレスが横浜アリーナで開催した「メモリアル力道山」にメジャー団体、インディー団体、女子プロレス団体を含めた16団体が参加。大日本もケンドー・ナガサキ&山川竜司組対中牧昭二&たにぐちゆういち組の1試合を提供。しかし、第1試合から第5試合に出場したインディー団体の試合を見た新日本プロレスの長州力、武藤敬司らは挙って、その試合内容を批判する有様であった。特に長州は「俺個人から言わせりゃ、あんなもんプロレスじゃないね」と発言している。この長州のインディー団体批判に対してグレート小鹿、新東京プロレスの石川敬士と共にが長州の発言に対して「インディー団体を舐めるな」と反論して論争を続けた。9月16日、新日本愛知県体育館大会にグレート小鹿、ナガサキら7人の所属選手が乱入して新日本に宣戦布告をする実力行使に至った。小鹿をはじめとする所属選手8人が土足でリングに乱入したことで新日本ファンから大ブーイングを浴びた。この乱入直前に彼らは強い緊張を感じていたという。その一員だった田尻義博によると「まだ時間があるからと立ち寄った喫茶店で小鹿さんがクリームソーダを注文して緊張で、それどころではない選手たちはとりあえず「俺も」、「俺も」と注文して皆でクリームソーダを飲んでいました」と述懐している。その後も執拗に乱入を繰り返したことで、1997年1月4日に新日本東京ドーム大会で団体対抗戦を実現させる形となった。
- 大谷晋二郎（新日本）対 田尻義博（大日本）
- 後藤達俊（新日本）対 ケンドー・ナガサキ（大日本）
- 蝶野正洋（新日本）対 中牧昭二（大日本）
- マサ斎藤（新日本）対 グレート小鹿（大日本）

以上の4戦が組まれて大日本はナガサキ以外すべて敗れた。小鹿はタキシードに赤髪姿、中牧は有刺鉄線ボードを持ち込んで試合に臨むなどインパクトを残した。田尻は同じジュニアヘビー級戦の大谷を相手に善戦したことで、5月から6月に新日本で開催された「BEST OF THE SUPER Jr.」に出場している。さらには田尻は退団後、ECWとWWEへの参戦につながった。
当初は「新日本プロレス対インディー連合軍」として新日本、インディー団体のトップ選手とによる団体対抗戦を狙っていたがラインナップを予定していたターザン後藤、高野拳磁、松永光弘は出場を辞退して最終的には「新日本対大日本」の小規模な団体対抗戦で終了する形となった。
その後は単発的に新日本と関わっていたが徐々に関係は疎遠になり、金村キンタローの女性スタッフ強制猥褻事件の影響で関係が2009年から断絶されていたが、2018年5月15日に新宿FACEにて開催された新日本のブランド「LION'S GATE」に関本大介が出場して交流が復活している。

### 女子部を発足
1997年から2000年前半にかけて、大日本では女子部を併設していた時期がある。元吉本女子プロレスJd'の亜利弥’、藤村奈々、生え抜きの川崎美穂が設立時に所属し、1997年7月19日に横浜文化体育館で開催されたジュニア・オールスター戦（GAEA JAPAN主催）にて本格的に活動を開始した。しかし、3人はいずれも短期間で退団となった。その後、元革真浪士団の市来貴代子、中野知陽呂が所属するとともに藤村も再デビューを果たして同じ横浜を本拠としていたNEO女子プロレスやフリーの矢樹広弓、メキシカンレスラーなどが参戦していた。BJW認定女子王座も設立されたが結局、2003年までに自然消滅している。
女子部が消滅した後も不定期ながら団体外の女子選手が適宜大日本に出場しており、長与千種、尾崎魔弓、木村響子ら大日本のデスマッチに挑戦した女子選手も存在した。ただし、ミックスドマッチは同じインディーのDDTプロレスリング、KAIENTAI DOJO、WNCに比べ消極的であり、木村のデスマッチ挑戦も男子選手との体力差から難色を示され頓挫している。特に金村事件以降は、女性問題に発展する事態を回避するため、大日本所属選手とのミックスドマッチを他団体参戦時を含め基本的に許可しない方針を固めている（状況により許可する場合もあるが、不許可の原則に変更はない）。
一方でアイスリボン、OZアカデミー女子プロレス、プロレスリングWAVEなどとの合同興行あるいはリングを貸し出しての昼夜興行（特にラジアントホールやDIAMOND HALLなどの大会で、昼に女子団体、夜に大日本の形で開催）も開催してアイスリボンとWAVEより随時試合提供も受けており、逆に大日本から試合提供をする事もある。なお、女子部設立前にはGAEA JAPANから試合提供を受けたことがあった。
旗揚げ15周年となる2010年4月に女子部が復活して亜利弥に加えマルセラも再度参戦。BJW認定女子王座はJWP女子プロレスに在籍していた米山香織が奪取してから8年が経過した2011年に防衛戦を決行して直後に返上そして封印された。そのJWPは2010年9月19日に大日本後楽園と同時間帯に開催された新宿FACE大会で米山対さくらえみによるJWP無差別級選手権試合を「敗者髪切りマッチ」として行った事と、2011年の米山引退撤回騒動で大日本との関係を悪化させている。2012年はJWPとの合同興行が開催されたが、開催日を米山の海外遠征に合わせて設定。その後、米山のJWP退団後の2014年の六角橋商店街大会でJWPより試合提供が行われるまでに改善された。また、アイスリボンも金村事件以降、関係が悪化していた時期があったが、こちらは大日本のスポンサー企業であるネオプラスが2009年にアイスリボン事業部を設立したのを機に改善されている。

### リングトラック募金
2004年5月5日、北海道遠征のために北見に移動中、使用していたリング運搬用トラックが事故に遭い廃車を余儀なくされた。このため、代替車両購入のための資金をファンから募集した。スタッフや選手がトラック購入に奔走した結果、購入の目処が立ち、2005年に名古屋の運送会社から新車（いすゞ・フォワード）を購入し、3月にファンにお披露目されて使用を開始した。車体には募金したファンの氏名、法人名も刻まれた他にデザインも大日本のロゴマークや当時の小鹿社長と所属選手11人の顔写真が入ったものとなった。
2007年、この車両は自動車排出ガス規制（ディーゼル車規制条例）に抵触し、首都圏では車検を通すことが出来なくなることが判明。大日本は3代目のリングトラック（三菱ふそう・ファイター）を購入し代替し、2017年6月まで使用された。2代目は積み荷のリングごと横浜から北海道に渡り、大日本を含む北海道でのプロレス興行開催時のリング運搬に使用されている。また、選手移動用のバスも「昭和生まれ」の三菱ふそうトラック・バス製が2011年8月にエンジンブローを起こし、2代目もエアサスの問題を起こし、それぞれ廃車となった。短期間で3代目（中古の日産ディーゼル製の夜行高速路線バス仕様）に交代している。2019年10月25日、高松大会に向かう途中の選手バスが故障し即廃車。その後はレンタカーのマイクロバスで移動している。

### 金村キンタローによる女性スタッフ強制猥褻事件
2008年1月20日、大日本プロレス（以下「BJW」）、DDTプロレスリング、KAIENTAI DOJOによる合同興行「天下三分の計」千葉Blue Field大会開催前にアパッチプロレス軍の金村キンタローがBJW女性スタッフを強制猥褻した。女性スタッフはこれ以上被害者を増やさないように公式発表してほしいと懇願するも、BJWの登坂統括部長は感情的な口調で被害者を威嚇して「公表したら皆が損するんだよ?君がそんな交戦的な態度じゃ一緒に仕事出来ないよ」と泣き寝入りを強要し、隠蔽工作を謀ろうとした。隠蔽工作に納得のいかないリングアナウンサーの村上☆健がブログで告発しようとしたが、会社の意に沿わない行動をして混乱を招いた（＝隠蔽工作に協力しなかった）との理由で2月16日付でBJWへの無期限出入り禁止処分になる。2月17日、登坂がブログで一方的に終息宣言。それを見た被害女性スタッフがBJW公式メルマガで暴露、警察へ届け出る意向を表明。2月18日、被害女性を名乗るものが千葉県警千葉中央警察署に被害届けを提出したと村上ブログコメント欄で発表。しかし後に発表された和解の報道では被害届けが提出前であったと発表されていてこの内容と矛盾するため、真偽は不明である。同日、BJW横浜本社にて、登坂、並びに伊東竜二と"黒天使"沼澤邪鬼が記者会見。金村の（1月24日からの）無期限出場停止処分を発表。隠蔽工作について大日本側はあくまで話し合い合意の上の措置だったと発表するが、被害者発メルマガ&村上ブログの言い分とは大きく食い違う。同席した佐々木貴より、アパッチプロレス軍の活動を2月22日新木場1stRING大会をもって無期限停止すると発表した。これに伴い、3月7日に予定していたアパッチ新木場大会の中止を同時に決定する。2月19日、登坂が自身への処分として役員報酬三か月分100分の30を返納、現場責任者兼統括部長の職を2008年2月19日を以って解任することを公式リリースするも役員には残留、この処分はあくまでもメールマガジン運営の管理責任をとったという形の処分であり隠蔽工作への責任、謝罪などには一切触れていない。これとは別に、自らの申し出により中継番組「大日大戦」の実況を2月26日放送分（2月16日広島産業会館大会）より降板。2月20日、金村、黒田哲広選手の同席にて謝罪会見。選手としての活動を無期限自粛、出場予定していた他団体への出場も全て辞退したことを発表する。2月21日、村上がブログ上で先日BJWが発表した今回の事件の経緯についての矛盾点を指摘する。2月22日、アパッチプロレス軍新木場1stRING大会終了後、金村がアパッチプロレス軍を解雇になり、アパッチプロレス軍の運営会社の預かりとなる。2月27日、弁護士同席のもと登坂、伊東、村上の話し合いが行われ、ブログに掲載致したに内容に事実と異なった内容、思い違いで書いてしまった内容があり混乱を招いたとして村上のブログにてお詫びが掲載された。3月2日、桂スタジオ大会開始前、小鹿社長・登坂統括部長がリング上で謝罪すると共に、登坂の後任の現場責任者兼統括部長としてシャドウWXの就任を発表した。ただし、選手活動を優先させたいというWXの意向により当面は代行という形を取ることになった（その後、WXのデスマッチヘビー級王座獲得に伴い、退任。その後、登坂取締役が9月1日付けで再任）。3月11日、金村より3月2日に被害者女性と金村の代理人である笹原雄一、村上の三者で話合いが行われ、被害者女性と金村との和解が成立したことを報告する会見がおこなわれた。（被害者女性の希望で話合いに金村は同席させず、村上のみが立ち会う）和解の条件として、以下のことなどが記された示談書（和解文書）が作成された。
- 今後、金村が被害者女性と電話、メール含め一切の接触を行わないこと。
- アパッチ関係者も同様に被害者女性に誹謗中傷等を含めたコミュニケーションをとらないこと。
- 慰謝料、示談金の請求を行わないこと。

3月18日、村上がブログ上にて自身と被害者女性の近況を報告。被害者女性と金村の和解については圧力的なものはないこと。被害者女性がある人物への怒りは消えてないものの新しい職場で働き始めていること。BJWから被害者女性をケアする電話一本すらきていないが被害者女性自身が「2度と大日本プロレスとは関わりたくも無い」といっている以上仕方ないということ、BJWのリングアナウンサーの新土裕二と新人レスラーの石川晋也へのエールなどが書かれていたが次の日にその記事は削除された。3月27日、MOBIUS新宿FACE大会にて金村が復帰した。以降は大日本のリングに姿を見せることなく、2016年12月27日に引退した (ただし、この日に行われた金村の引退試合では6人タッグマッチながら大日本所属の関本大介が相手を務め、ジャーマンスープレックスで金村から直接3カウントを奪取している)。

#### 事件の影響
- アパッチプロレス軍（第1次） - 3か月の活動停止後も観客動員数や求心力の低下に歯止めがかからず、2009年8月に解散した。
- プロレスリングFREEDOMS - 第1次アパッチの後継として2009年9月2日に旗揚げ戦を開催したが、「事件への責任逃れ」などの批判が相次いだ。
- リキプロ、新日本プロレス - 第1次アパッチに所属していた選手の招聘を一時取りやめ。招聘再開となった2009年新日本主催スーパーJカップ（GENTAROが出場）でも「人選ミスが2人いる（もう1人は男色ディーノ）」と揶揄された。また、新日本は2009年から2018年の間、BJWとの関係を断絶している。
- MOBIUS - 金村の復帰の場となったが批判が止むことなく、その後、代表の折原昌夫が天龍プロジェクトに参加したため2010年9月に活動を停止。2014年に活動を再開した。
- XWF - 金村が2008年8月6日に旗揚げされた団体だが計画していた新宿コマ劇場大会が頓挫した上にキャッシュボックスとの意見の食違いなどから運営も滞り、2010年12月17日にやはり代表の不祥事が原因で解散したTEAM MAKEHENを事実上吸収してアパッチプロレス軍（第2次）の名前に改称する形で解散。加えて小幡優作がXWFへの移籍直後にBJW横浜文化体育館大会に出場した際に大きな批判を浴びたため小幡もBJWへの参戦を見合わせる（プロレスリングZERO1移籍後の2012年7月より再び出場）。
- アイスリボン - 提供試合として横浜プロレスに参加していたが2008年3月大会をもって撤退。同時にTVS版大日大戦のアイスリボンのコーナーも打ち切りになった。その後、FREEDOMS所属選手の参戦に批判の声が上がったこともあった。
- KAIENTAI DOJO - 事件の現場となった千葉Blue Fieldの他団体への貸出を中止。2010年8月のFREEDOMSより貸出再開されたものの中止の影響は大きく、2011年12月には千葉Blue Field（REINAアリーナに変更後、現：2AWスクエア）、2012年には団体運営権までもレイナ・コーポレーション（その後さらに別会社）に譲渡することを余儀なくされた。
- ハッスル - 金村は黒田哲広と共にハードコアマッチ要員として重用されていたが、ともに追放。その後、大変革を挙行するも資金繰りが悪化し2009年に活動停止となった。

## 試合会場一覧

### 主要試合会場
試合会場ごとにポジショニングを分けて、それぞれに合わせた興行を開催しているのも特徴である。
両国国技館
旗揚げ20周年を記念し2015年に進出。以降、継続的に使用している。開催日は概ね7月第3月曜日の海の日でほぼ固定。
上記の横浜文化体育館よりも遥かに大型であるが、会場側の規制により蛍光灯、ガラスなど飛散するデスマッチアイテムは使用禁止。
枡席を設置しないことも特徴。
横浜武道館
2022年5月5日にそれまで毎年開催していた横浜文化体育館の代わりとして新設された横浜武道館に初進出。
プロレス興行での記録となる1,800人を集め、横浜を拠点とする団体としての底力を見せた。
2022年インディー大賞のベスト興行に選ばれる。
2023年も2年連続で開催。
後楽園ホール
基本的に月1回ペースで開催（月2回以上になる場合もある）。
特に毎年1月2日夜は全日本プロレスとの昼夜興行として大日本の年初めとなる大会が固定で行われてグレート小鹿の誕生日にあたる4月28日も開催。2014年8月には初の3連戦を敢行。
新木場1stRING
過激なデスマッチが行える会場として後楽園ホールに次ぐ数の大会が行われている。
2014年からは新宿FACEとの使い分けでデスマッチ中心の会場となり、2016年より若手中心のD-RIZEと平行して通常の興行が行われている。
横浜にぎわい座のげシャーレ
ブランドの横浜プロレスとDダッシュや2011年より開始されたDAINICHI-Xの会場としても使用されていた。
2013年からは「大日にぎわいTHEATER」として開催して他にも企画的な大会や試合が実施されることが多い。
上野恩賜公園野外ステージ
2011年より1日複数部興行の1部を500円で観戦できる「ワンコインプロレス」を実施。以降も入場料を抑えた興行を年に数回行なっている。
2016年8月にはアイスリボンと合同で「夏の上野プロレス祭り2016」として計8日間14部に渡り開催。

### 商店街プロレスの主要試合会場
2012年6月、横浜市商店街総連合会と連携して横浜の商店街で「商店街プロレス」として毎年（2020年を除く）開催されている。
プララ杉田
他の会場は概ね、雨天中止になる屋外の会場が多い中、杉田駅（京浜急行電鉄）の駅ビル内で開催する為、雨天の心配がないのが特徴。
二俣川銀座商店会
六角橋商店街
大日本が参加した映画「お父さんのバックドロップ」のロケ地となった縁で「商店街デスマッチ」と題して行われている。現在行われている商店街プロレスは、この企画の発展形である。
初開催となった2004年で、突入した駄菓子屋が破壊されて以来、この会場では場外乱闘で何かが破壊されている。なお、この場外乱闘はアブドーラ・小林や宮本裕向が絡んでいる。
- 2006年：tvkの番組「みんなが出るテレビ」のブースのテレビ。
- 2007年：売店脇の冷蔵庫。
- 2009年：メインイベントの勝利者賞として用意されていた液晶テレビ。
- 2014年：自家用車。

商店街プロレスは基本的に無料興行として行われるが、この会場は別格扱いでデスマッチが行われる場合は有料興行となる。
小机商店街
金沢文庫ふれあい商店街
会場が高架下にある関係で、雨天の心配がない。

### その他の試合会場
メジャー団体と同様に全国各地を巡業している。特に頻繁に開催している試合会場は以下のとおりである。
大日本プロレス道場
イベントなどで開催している。
DIAMOND HALL
女子プロレス団体（主にJWP女子プロレス、プロレスリングWAVE、OZアカデミー女子プロレス）との昼夜興行として2ヶ月に1回ペース（奇数月最終日曜日）で開催。
ニコニコ動画のニコニコプロレスチャンネルでニコニコ生放送ライブ中継も実施されている。
南国市商工会東隣駐車場特設会場
2009年より、毎年夏に「ビアガーデンプロレス」として開催。岡林裕二の地元凱旋興行の開催場所でもある。
広島県立広島産業会館東館
デイリースポーツの後援の下で「広島"大"熱狂プロレス」として開催。当初は東館を使用していたが2014年9月の大会より、西館で行っている。
園田競馬場イベントステージ前広場
「大日本プロレスカップ」というレースを年度ごとに複数回開催しており、2014年より競馬開催と並行して試合を行っている。
ツインメッセ静岡
金沢流通会館
高岡テクノドーム
2009年に蛍光灯445本デスマッチが行われた。
鶴見緑地花博記念公園水の館付属展示場
数少ない屋外会場。ファイヤーデスマッチが恒例となっている。
大阪府立体育会館第2競技場
大阪市内各会場にて大阪プロレス、道頓堀プロレス参戦選手との交流戦が定期的に開催されているが、同会場はその最大級の大会として毎年8月に開催している。
横浜産貿ホール
横浜市保土ヶ谷文化会館
よしもと福岡劇場
やまぐちリフレッシュパークサブアリーナ
高松シンボルタワー展示場
シャトレーゼ ガトーキングダム サッポロ
176BOX

### 過去に使用した試合会場
秋葉原駅昭和通り口前広場
稲沢駅前特設会場
川崎市体育館
桂スタジオとは対照的に蛍光灯が使えない等の規制が多く、その中でいかに質の高い試合を提供できるかが求められた。2014年12月27日に閉鎖された。
ラゾーナ川崎プラザソル
かつて大日本を含む各団体から参戦選手を募り、若手選手の育成の場としての興行を実施。そのため、デスマッチはあまり行われず、通常ルールの試合がほとんどとなった。2008年11月から別ブランドのDダッシュが設立されるため、使用されていない。
桂スタジオ
2か月に1回のペースで開催していた。首都圏の屋内会場の中では規制が最も緩いため新世代デスマッチファイターの発掘や後楽園ホールではできないような試合形式など実験的なカード編成が行われる。この自由度を利用して2004年には18歳未満入場禁止の興行を開催している。2008年からは「好きです!さいたま!大日本」という地域スローガンを掲げて埼玉県での活動拠点として興行を行うが2009年1月4日から使用されていない。2010年に閉鎖された。
新潟フェイズ
2007年12月31日に閉鎖された。
函館市民体育館
グレート小鹿が函館出身ということもあり社長時代には毎年興行が打たれていたが社長退任後より、この会場は使用されなくなった。2015年1月12日に閉鎖された。
オーストラリア記念館
各プロレス団体が使用していたが、2013年12月1日に閉鎖された。
晴海埠頭
2005年に秋葉原駅昭和通り口前広場で開催されていたファイヤーデスマッチを首都圏では約4年ぶりに復活させた。
横浜赤レンガ倉庫1号館
2006年5月5日、他団体の協力を得て「赤レンガプロレスフェスティバル」が開催された。2013年1月5日と1月6日、他団体の協力を得て「横浜プロレスフェスタ」が階差際された。施設の貸出方針変更のため2014年1月が最後の自社興行となった。なお、2016年からは「イベントへの参加」という形で試合を行なっている。
シアター1010ミニシアター
2013年に「BJW-REAL」を開催していた。
新宿FACE
2014年のみ本格的に使用していた。デスマッチ中心の新木場1stRINGに対してストロング中心の大会を開催していた。
札幌テイセンホール
グレート小鹿が北海道出身ということもあり、準フランチャイズに指定している。「BJW北の聖地」とも呼ばれている。2010年からは毎年10月に他団体と合同興行「札幌プロレスフェスタ」を開催。2015年6月30日に閉鎖された。
ススキノ・マルスジム
閉鎖された札幌テイセンホールの代替会場として2015年から使用を開始。冬季を除く年3回開催していた。女子プロレス団体（主にアイスリボン）などとの昼夜興行として開催することもある。2019年12月18日に閉鎖された。
横浜文化体育館
旗揚げ戦の会場となった場所で年2回開催されていた。2011年以降の開催日は毎年5月5日と12月第3日曜日（2013年のみ改修工事の関係で11月4日）でほぼ固定。BJW認定デスマッチヘビー級王座もしくはBJW認定世界ストロングヘビー級王座の選手権試合が必ず行われた。2020年9月6日に閉鎖された。
博多スターレーン
2019年3月31日に閉鎖された。

## ブランド
横浜プロレス
横浜にぎわい座のげシャーレで開催している興行。
Dダッシュ
若手選手による興行。
D-RIZE
若手選手による興行。全日本プロレス主催の若手選手による興行「AJ PHOENIX」と隔月で交互に開催している（奇数月が大日本主催、偶数月が全日本主催）。

## タイトルホルダー
| タイトル                                | 保持者                               | 歴代   |
| --------------------------------------- | ------------------------------------ | ------ |
| BJW認定デスマッチヘビー級王座           | アキラ                               | 第52代 |
| BJW認定世界ストロングヘビー級王座       | 橋本大地                             | 第23代 |
| BJW認定タッグ王座                       | 伊東竜二 星野勘九郎                  | 第65代 |
| BJW認定ジュニアヘビー級王座             | 佐藤孝亮                             | 第12代 |
| 横浜ショッピングストリート6人タッグ王座 | アブドーラ・小林 伊東竜二 星野勘九郎 | 第49代 |
| 鴨居級王座                              | 森廣祐基                             | 第10代 |

| タイトル                        | 覇者                      | 年代   |
| ------------------------------- | ------------------------- | ------ |
| 一騎当千〜DeathMatch Survivor〜 | 神谷英慶                  | 2024年 |
| 一騎当千〜strong climb〜        | レイトン・バザード        | 2025年 |
| 大日本最侠タッグリーグ戦        | アブドーラ・小林 若松大樹 | 2022年 |

## 所属選手
選手は「デスマッチBJ」、「ストロングBJ」、「ストロングJ」に分類されているがストロングルールでの試合には全員が出場しており、中間ルールに当たるハードコアマッチも試合によってはほぼ全員が出場している。
デスマッチBJ
- アブドーラ・小林
- 伊東竜二
- 星野勘九郎
- 高橋匡哉
- 神谷英慶（ストロングBJ兼任）
- 菊田一美（ストロングBJ兼任）

ストロングBJ
- 谷口裕一
- 岡林裕二（無期限休業中）
- 浜亮太
- 中之上靖文
- 橋本大地
- 青木優也
- 吉田和正
- 浅倉幸史郎

ストロングJ
- 吉野達彦
- フランク篤（レフェリー兼任）（無期限休業中）
- 橋本和樹（無期限休業中）
- 森廣祐基（レフェリー兼任）
- 佐藤孝亮

会長
- グレート小鹿

## レギュラー参戦選手
デスマッチBJ
- 木高イサミ（プロレスリングBASARA）
- 宮本裕向（暗黒プロレス組織666）
- 竹田誠志
- 影山道雄（プロレスリング・チームでら）
- 伊東優作（ダブプロレス）
- ネクロ・ブッチャー
- マッドマン・ポンド
- デイル・パトリックス
- アキラ

ストロングBJ
- 入江茂弘
- 阿部史典（格闘探偵団）（ストロングJ兼任）
- 野村卓矢（格闘探偵団）
- 大門寺崇（LAND'S ENDプロレスリング）
- 鈴木敬喜（新潟プロレス）
- 関本大介

ストロングJ
- 日高郁人（ショーンキャプチャー）
- 梶トマト（飯伏プロレス研究所）
- アンディ・ウー
- 永尾颯樹（栃木プロレス）
- 関札皓太

その他
- バラモン・シュウ
- バラモン・ケイ

## スタッフ

### レフェリー
- マック竹田
- 中谷諒平

### リングアナウンサー
- 熊川悠司

### その他
- 高塚英樹（企画部長）
- 広瀬ちずる（広報）
- 中村一徳（映像プロデューサー、ディレクター）
- 山川竜司（飲食部スタッフ）
- リザーブ池田（東北大会と東海大会の興行責任者）
- 高橋二郎（北海道大会の営業スタッフ）

## ユニット
BAKA GAIJIN
- ネクロ・ブッチャー
- マッドマン・ポンド
- デイル・パトリックス
- アキラ

## タッグチーム
ヤンキー二丁拳銃
- 木高イサミ
- 宮本裕向

バラモン兄弟
- バラモン・シュウ
- バラモン・ケイ

大神
- 橋本大地
- 神谷英慶

Crazy Lovers
- 竹田誠志
- 塚本拓海

アストロノーツ
- 阿部史典
- 野村卓矢

三代目血みどろブラザーズ
- 高橋匡哉
- 植木嵩行

## 歴代タイトル
- BJW認定ヘビー級王座
- BJW認定女子王座
- 酒田港インターコンチネンタルタッグ王座
- インターナショナルエイトメンスクランブル王座
- WEWハードコアタッグ王座

## 歴代リーグ戦
- WORLD EXTREME CUP
- DAINICHI-X

## 歴代所属選手

### 男子選手
- ケンドー・ナガサキ
- 田尻義博（現：TAJIRI）
- 藤田穣（現：藤田ミノル）
- 中牧昭二
- 松永光弘
- 本間朋晃
- 葛西純
- 神風（旧：『神風』、現：KAMIKAZE）
- ジ・ウィンガー（旧：岡野隆史、シャドウ・ウィンガー）
- 松崎和彦（旧：松崎駿馬、松崎番長）
- ブルーザー岡本
- 越後雪之丞（旧：笛田友和）
- 田上泰助
- 井上勝正
- 下田大作
- 上条裕二
- 谷口剛司
- 佐藤義尚
- 今井計（旧：豹魔、現：刃駈）
- クレイグ（現：クラシック・キッド）
- 山川竜司（旧：山川征二、竜司山川）
- 大谷将司
- 塚本拓海
- 石川晋也
- 佐々木義人
- シャドウWX（旧：志賀悟、ポーゴシャドウ）
- 大黒坊弁慶
- MEN'Sテイオー
- 大下敢
- 大森達男
- オルカ宇藤（旧：宇藤純久）
- 植木嵩行
- 佐久田俊行
- 河上隆一
- ドリュー・パーカー
- 兵頭彰
- 加藤拓歩
- "黒天使"沼澤邪鬼（旧：沼澤直樹）
- 石川勇希
- 野村卓矢
- 関札皓太
- 関本大介

### 女子選手
- 亜利弥’
- 藤村奈々
- 川崎美穂
- 市来貴代子
- 中野知陽呂

## 歴代スタッフ
- 塙嘉信（レフェリー）
- 佐藤純（レフェリー）
- 森島孝浩（レフェリー）
- バーブ佐々木（レフェリー）
- 李日韓（レフェリー）
- 池須ゆたか（レフェリー）
- 小林真（リングアナウンサー）
- 小林八十（リングアナウンサー）
- 兜山知貴（リングアナウンサー）
- 鈴木勇司（リングアナウンサー）
- 村上☆健（リングアナウンサー）
- 今井良晴（リングアナウンサー）
- 新土裕二（リングアナウンサー）

## 来日外国人選手

### 男子選手
- アクセル・ロッテン
- アダム・コール
- アックスマン
- アブドーラ・ザ・ブッチャー
- オリジナル・ダッドリー・ダッドリー
- クリス・アダムス
- クリス・ヴァイス
- クリス・ブルックス
- クレイグ
- グレッグ・バレンタイン
- クワイエット・ストーム
- ザック・ゴーウェン
- サブゥー
- サミ・キャラハン
- ザンディグ
- JCベイリー
- ジェイ・ブリスコ
- ジャスティス・ペイン
- ジョニー・カジミア
- ダニー・ハボック
- DJハイド
- ディラン・ジェイムス
- デボン・ムーア
- テリー・ファンク
- デリリアス
- テンペスタ
- 2・タフ・トニー
- ドクトル・ワグナー・ジュニア
- トニー・ノリス
- トミー・エンド
- ドリュー・パーカー
- ドレイク・ヤンガー
- トレント・アシッド
- ニック・ゲージ
- ニック・バーク
- ニック・モンド
- ネイト・ヘイトリッド
- ネクロ・ブッチャー
- ビオレント・ジャック
- ビッグバン・ウォルター
- ブラック・ウォリアー
- ブラック・ジーズ
- ホミサイド
- マーク・ブリスコ
- マイケル・エルガン
- MASADA
- マット・クロス
- マッド・ドッグ
- マッドマン・ポンド
- ミッチ・ペイジ
- ミル・マスカラス
- ムスタファ
- ラッカス
- レザーフェイス（初代）
- レッカ
- ロッキー・サンタナ
- ロボ
- ワイフビーター

### 女子選手
- カサンドラ
- マルセラ
- ラ・アマポーラ

## 歴代ユニット
スキンヘッダーズ
- 大黒坊弁慶
- アブドーラ・小林
- "黒天使"沼澤邪鬼
- 松崎番長

MEN'S CLUB
- MEN'Sテイオー
- 関本大介
- 伊東竜二
- 下田大作

赤まむし
- BADBOY非道
- ジ・ウィンガー
- 葛西純

Team Speed Monster
- 円華
- ヘラクレス千賀
- ツトム・オースギ

奥羽越列藩同盟
- 佐々木貴
- ジ・ウィンガー
- シャドウWX
- 石川修司

NEW MEN'S CLUB
- MEN'Sテイオー
- 大石真翔
- 忍

Team Heavy Metal
- 円華
- 石川晋也
- FUMA

B FAULTLESS JUNKY'S
- 葛西純
- "黒天使"沼澤邪鬼
- 竹田誠志
- 塚本拓海

Moon Vulcan
- 鈴木秀樹
- 宇藤純久
- 野村卓矢

小林軍団
- アブドーラ・小林
- 鈴木秀樹
- オルカ宇藤
- 忍
- ドリュー・パーカー

三代目血みどろブラザーズ
- 高橋匡哉
- 植木嵩行
- 佐久田俊行

## 歴代タッグチーム
シャドウズ
- シャドウ・ウィンガー
- シャドウWX

新・血みどろブラザーズ
- 中牧昭二
- 山川竜司

BJジャックス
- 山川竜司
- 本間朋晃

マッスル&ファットです
- 関本大介
- アブドーラ小林

チームあんこ型
- シャドウWX
- マンモス佐々木

045邪猿気違's
- 葛西純
- "黒天使"沼澤邪鬼

SOS
- バナナ千賀
- ツトム・オースギ

Wユージ
- 火野裕士
- 岡林裕二

Wドラゴン
- 伊東竜二
- 関根龍一

ワイルドネットワーク
- 征矢学
- 河上隆一

平成極道コンビ
- 星野勘九郎
- 稲葉雅人

チーム大和
- 橋本大地
- 橋本和樹

ツインタワーズ
- 佐藤耕平
- 石川修司

三代目血みどろブラザーズ
- 高橋匡哉
- 植木嵩行

パーティーボーイズ
- 吉野達彦
- 関札皓太

G⭐️SHOK1010
- 星野勘九郎
- 兵頭彰

## スローガン
デスマッチメジャー宣言
2005年、デスマッチの地位向上とクオリティアップを目指して宣言。
ファンNo.1宣言
2006年、「大日本プロレスのファンは素晴らしい」と言えるようなプロレス団体を目指して宣言。ファンとの交流の場を増やす等、ファンサービスを強化。
ONE MORE BJ
2007年、インディー団体としての原点に立ち返りつつ更なる一歩を踏み出す。
好きです!さいたま!大日本!
2008年、地域限定スローガン、大会だけでなくイベントやチャリティー活動などにも積極的に参加して埼玉県にプロレスの楽しさをより多くの機会で与えていく。
チャレンジトゥギャザー
2009年、大日本の旗揚げから15年目を迎えるためにファンと一緒に力を合わせて挑戦して夢を叶えると宣言。ファンの実現したい夢や挑戦を募集。
BJW EXECUTION
2011年、夢への実行、実現力を全面に打ち出し一丸となって活動する。
Major Quality Independent Spirit
2012年、時に激しく、時に強く、そして高い目標と志を持って活動する。
BJW RESOLUTION
2013年、大日本の旗揚げから18年目を迎えるために新たなステップアップに一丸となって挑む気持ちを表す。

## マスコットキャラクター
- デスかも

鶴見川流域のカモがモチーフのキャラクター。本拠地のある鴨居で生まれたという設定。2013年、「デスかも体操」という曲が作られた。この曲は今井良晴が制作して今井の娘の今井愛里が振り付けを考案している。6月16日、プララ杉田で開催した商店街プロレスで初披露された。10月1日、後楽園ホールで開催した「今井良晴追悼興行」でも披露された。

## 試合中継
放送中の番組
- 大日本プロレス中継[8]（FIGHTING TV サムライ）
- BJW CORE

終了した番組
- 大日大戦（FIGHTING TV サムライ、tvk、テレビ埼玉）
- 第二次大日大戦（FIGHTING TV サムライ、サムライ2）

## 関連番組
放送中の番組
- 大日本プロレス アーカイブス[9]（FIGHTING TV サムライ）

## 広告スポンサー
- 横浜市商店街総連合会
- 松下工業所
- ネオプラス
- エナジークエスト
- BLUE KOKE
- 新太平洋運輸
- フロンティアソリューション

## 四ッ葉工芸
四ッ葉工芸（よつばこうげい）は、大日本の子会社としてグッズの製作、販売を行なっている。なお近年は大日本の運営に関わる公式なリリースは四ッ葉工芸の名義で発表されている。

### 過去の主なオリジナルグッズ
- デスマッチラーメン
- デスマッチハバネロ
- トラック貯金箱
- 蛍光ボウ

蛍光灯を模したバルーン。
- エアバット

有刺鉄線バットを模したバルーン。
- BJWベースボールTシャツ

プロ野球球団「横浜DeNAベイスターズ」のユニフォームを模したTシャツ。

## レスラーズ運輸
2005年5月19日、アブドーラ・小林が代表を務めている引越し業を取り扱う運送会社「大日本プロレス運輸」を大日本の子会社として開業。6月、運送会社「プロレス運輸（現：プロレス引越センター）」から商標権侵害で差し止め請求を受けた。12月、社名をレスラーズ運輸に改称。蛍光灯の無料引取りサービスを実施しており集まった蛍光灯はデスマッチで使用している。現在は実質上営業休止中。

## 横浜マッスルファクトリー
2006年5月11日、本社機能の分離と移転により関本大介を主導に横浜にある大日本の道場を一般開放してスポーツジムを開業。2013年1月31日、営業終了。

## 飲食店
プロレスちゃんこ小鹿
2003年11月21日、グレート小鹿が仙台に単身赴任して開店した、ちゃんこ専門店。2007年4月30日に閉店。
ホルモン小鹿亭
2006年3月24日、小鹿が仙台に単身赴任して開店したホルモン専門店。2007年8月28日に閉店。
横浜プロレス道場酒場YAMARYU
2004年10月、山川竜司が長期休養中に札幌に開店したバー。2011年4月30日、練習の拠点を移すため閉店。2011年5月30日、横浜にバーを開店。
海坊主
2007年6月、アブドーラ・小林が横浜に開店した居酒屋。2011年3月31日、東北地方太平洋沖地震（東日本大震災）並びに福島第一原子力発電所での福島第一原子力発電所事故の影響で被害を受けたため閉店。